# Wolfgang Voigt
Wolfgang Voigt, född 1961, är en tysk technoartist från Köln. Han har släppt musik under flera namn, bland annat Gas. Han är en av medgrundarna till skivbolaget Kompakt.
Voigt har beskrivits som en av de mest inflytelserika artisterna inom techno och subgenren minimal techno.